# 黃㽦
黃㽦（1150年—1212年），字子耕，號復齋，洪州分寧縣人。
曾祖父黃廉是黃庭堅的叔父，祖父黃叔敖，父黃壄。早年從郭雍、朱熹學習。宋孝宗淳熙年間，以太學生舉進士，調瑞昌主簿。歷松陽知縣、處州通判。召為主管官告院、大理寺簿、軍器監丞。宋寧宗嘉定二年（1209年），出任撫州知州，後出任台州知州，任內置養濟院收養老弱病殘者，又創安濟坊治療生病的犯人，百姓稱讚。又修《嘉定赤城志》。嘉定五年（1212年），改任袁州知州，病卒於途中，得年六十三。有《復齋集》，已佚。